# Apanteles inquisitor
Apanteles inquisitor är en stekelart som beskrevs av Wilkinson 1928. Apanteles inquisitor ingår i släktet Apanteles och familjen bracksteklar. Inga underarter finns listade i Catalogue of Life.